# Ottmar Walter
Ottmar Walter (Kaiserslautern, 6 marzo 1924 – Kaiserslautern, 16 giugno 2013) è stato un calciatore tedesco di ruolo attaccante, campione del mondo nel 1954 con la Nazionale tedesca occidentale.
Fratello minore di Fritz Walter, anch'egli calciatore, è stato fino alla sua morte, insieme al compagno di nazionale Horst Eckel, il più anziano fra i campioni del mondo del 1954 ancora in vita, e, dopo il decesso di Francisco Varallo, il più anziano ex calciatore vivente ad aver disputato una finale mondiale.

## Carriera
Ottmar Walter passò quasi tutta la carriera, dal 1941 al 1956, al Kaiserslautern, con cui vinse due campionati tedeschi occidentali (nel 1950-1951 e nel 1952-1953). Con la squadra di Kaiserslautern disputò in totale 321 partite nelle quali segnò 336 gol. Durante la seconda guerra mondiale fece parte della Kriegsmarine, la marina militare tedesca, e giocò prima nel Cuxhavener (1942-1943) e poi nello Holstein Kiel (1943). Sempre nel corso della seconda guerra mondiale fu ferito al ginocchio destro e successivamente dovette quindi giocare con 3 schegge nel ginocchio e sottoporsi a diverse operazioni (7 in totale nel corso degli anni). Le ferite e le operazioni lo costrinsero anche a ritirarsi dall'attività agonistica nel 1956, a 32 anni.
Conta 21 presenze e 10 reti con la Nazionale tedesca occidentale, con cui esordì il 22 novembre 1950 contro la Svizzera (1-0).
Fece parte della selezione che vinse i Mondiali nel 1954, dove disputò 5 delle 6 partite giocate dalla Germania Ovest, compresa la vittoriosa finale contro l'Ungheria, nelle quali segnò 4 reti.

## Scomparsa
Walter è scomparso nel 2013; oggi la sua tomba si trova nel cimitero principale di Kaiserslautern.

## Palmarès

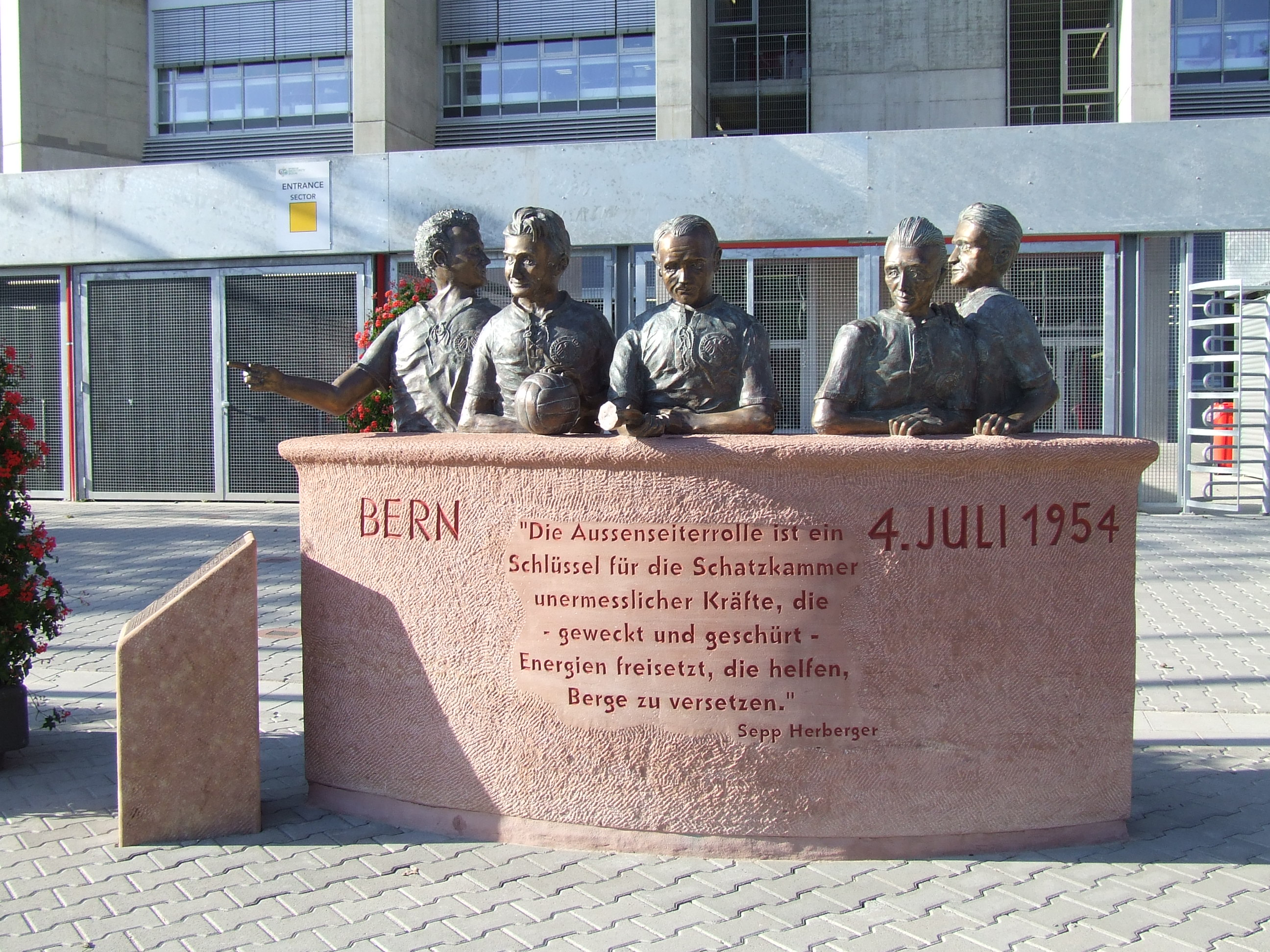
Statua in memoria dei giocatori del Kaiserslautern che disputarono la finale del. Da sinistra a destra: Liebrich, F. Walter, Kohlmeyer, Eckel e O. Walter

### Club
- Campionato tedesco occidentale: 2

Kaiserslautern: 1950-1951, 1952-1953

### Nazionale
- Campionato mondiale: 1

Svizzera 1954